# Haworthia marumiana
Haworthia marumiana és una espècie vegetal del gènere Haworthia de la subfamília de les asfodelòidies (Asphodeloideae).

## Descripció
Haworthia marumiana és una petita suculenta i sense tija que forma fàcilment grups de rosetes de fulles de fins a 7,5 cm de diàmetre. Les fulles són suaus, de color verd oliva, es tornen de color porpra a ple sol, són ovades i lanceolades, gairebé erectes, de fins a 2 cm de llarg i amb dents petites al marge i la quilla. Les flors són petites, de color verd blanquinós, i apareixen de primavera a estiu.

## Distribució
Haworthia marumiana és originària de les províncies sud-africanes del Cap Occidental i Cap Oriental.

## Taxonomia
Haworthia maraisii va ser descrita per Antonius Josephus Adrianus Uitewaal i publicat a Cact. & Vetpl. 6: 33, a l'any 1940.
Etimologia
Haworthia: nom en honor del botànic britànic Adrian Hardy Haworth (1767-1833).
marumiana: epítet en honor del científic holandès que va treballar en diferents camps, entre els quals la medicina, la botànica, la geologia, la química i la paleontologia, el Dr. Martinus van Marum (1750 – 1837).
Varietats acceptades
- Haworthia marumiana var. marumiana (varietat tipus)
- Haworthia marumiana var. archeri (W.F.Barker ex M.B.Bayer) M.B.Bayer, Haworthia Revisited: 104 (1999)
- Haworthia marumiana var. batesiana (Uitewaal) M.B.Bayer, Haworthia Revisited: 105 (1999)
- Haworthia marumiana var. dimorpha (M.B.Bayer) M.B.Bayer, Haworthia Revisited: 106 (1999)
- Haworthia marumiana var. reddii (C.L.Scott) M.B.Bayer, Haworthia Update 7(4): 34 (2012)
- Haworthia marumiana var. viridis M.B.Bayer, Haworthia Revisited: 107 (1999)[5]

Sinonímia
- Haworthia arachnoidea var. marumiana (Uitewaal) Halda, Acta Mus. Richnov., Sect. Nat. 4(2): 44 (1997)[6]